# (34430) 2000 SJ29
2000 أس جاي 29 (ويعرف أيضًا باسم (34430) 2000 أس جاي 29 وفق تسمية الكوكب الصغير) (بالإنجليزية: 2000 SJ29)‏ هو كويكب ضمن حزام الكويكبات؛ وترتيبه 34430 من حيث الاكتشاف.
اكتُشف هذا الجُرم الفلكي بواسطة بحث لنكولن عن الكويكبات القريبة من الأرض في 24 سبتمبر 2000.

## وصلات خارجية
- (34430) 2000 SJ29 في قاعدة بيانات مختبر الدفع النفاث لأجرام النظام الشمسي الصغيرة

- الاكتشاف · مخطط المدار ·  العناصر المدارية · المعلمات المادية

- (34430) 2000 SJ29 على موقع ويكي سكاي: DSS2, SDSS, GALEX, IRAS, Hydrogen α, X-Ray, Astrophoto, Sky Map, Articles and images